# Hogdals socken
Hogdals socken i Bohuslän ingick i Vette härad, uppgick 1967 i Strömstads stad och området ingår sedan 1971 i Strömstads kommun och motsvarar från 2016 Hogdals distrikt.
Socknens areal är 70,77 kvadratkilometer, varav 69,67 land. År 2000 fanns här 445 invånare. Orten Hällestrand samt kyrkbyn Hogdal med sockenkyrkan Hogdals kyrka ligger i socknen. 

## Administrativ historik
Hogdals socken har medeltida ursprung. 
Vid kommunreformen 1862 övergick socknens ansvar för de kyrkliga frågorna till Hogdals församling och för de borgerliga frågorna bildades Hogdals landskommun. Landskommunen inkorporerades 1952 i Vette landskommun som 1967 uppgick i Strömstads stad som 1971 ombildades till Strömstads kommun. Församlingen uppgick 2002 i Idefjordens församling.
1 januari 2016 inrättades distriktet Hogdal, med samma omfattning som församlingen hade 1999/2000.  
Socknen har tillhört län, fögderier, tingslag och domsagor enligt vad som beskrivs i artikeln Vette härad. De indelta båtsmännen tillhörde 1:a Bohusläns båtsmanskompani.

## Geografi och natur
Hogdals socken ligger nordost om Strömstad med Svinesund i norr, Dynekilen i söder och Skagerack i väster. Socknen har odlingsbygd i sprickdalar som omges av starkt kuperad bergsbygd, med kala berg i väster.
Två kommunala naturreservat finns i socknen: Halle-Vagnaren och Kobbungen. Största insjöar är Tvetvattnet och Vaglarna som delas med Näsinge socken samt Sopperödvattnet som förutom med Näsinge även delas med Skee socken.
I socknen finns ruinerna av försvarsborgen Sundsborg vid Svinesund. En senare sätesgård var Dyne herrgård. I kyrkbyn Hogdal fanns ett gästgiveri.

## Fornlämningar
Över 30 boplatser och en dös från stenåldern har påträffats. Från bronsåldern finns gravrösen och 25 hällristningar. Från järnåldern finns några gravfält och tre fornborgar.

## Befolkningsutveckling
Befolkningen ökade från 508 1810 till 1671 år 1900, varefter den minskade till 537 1990.

## Namnet
Namnet skrevs 1277 Hodal och avsåg då kyrkabyn. Efterleden är dal. Förleden kan innehålla hor, 'hög' syftande på höjderna vid kyrkan. Alternativt har föreslagits ho, 'vattenho'.